# Gniben

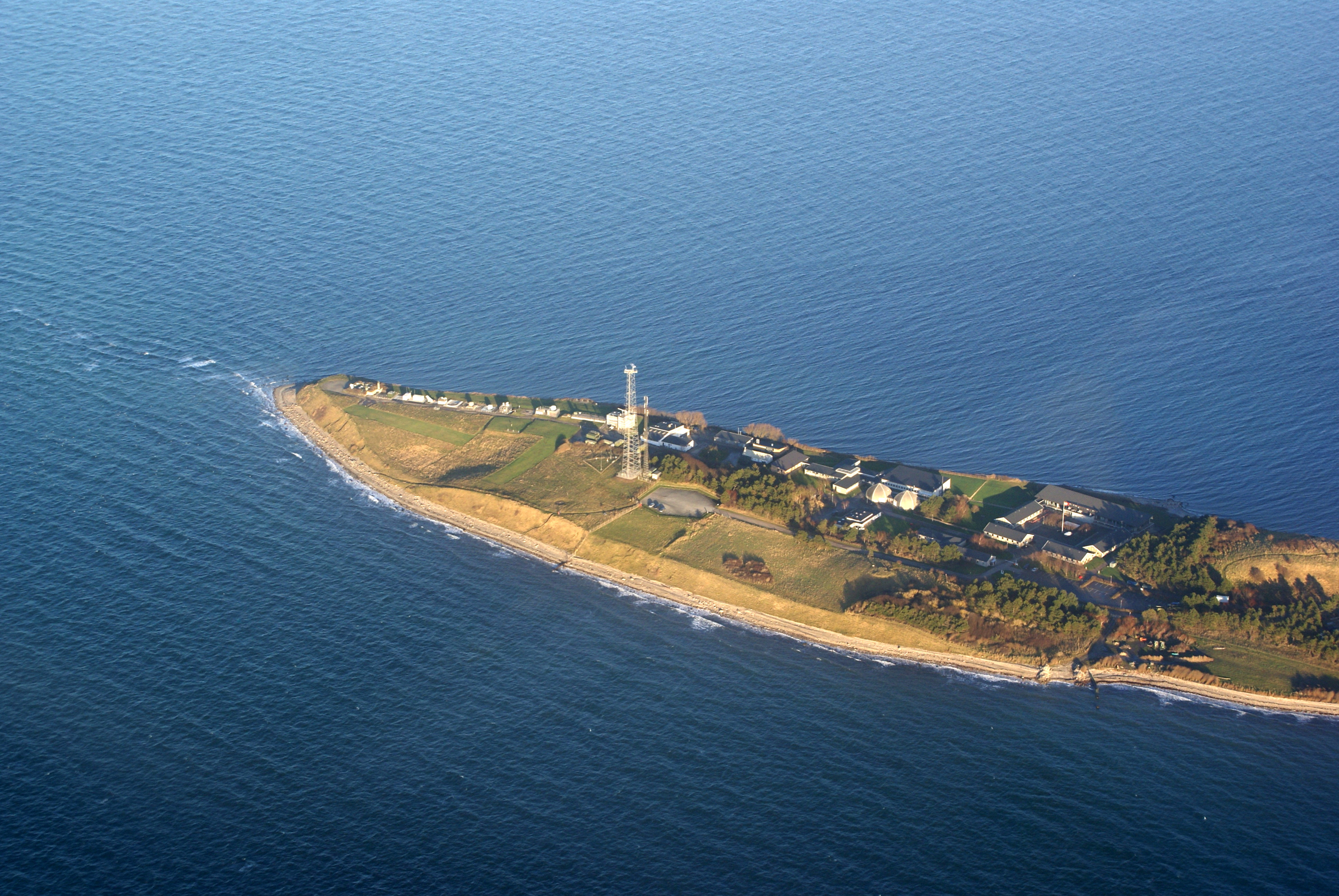
Gniben am Ende der Halbinsel Sjællands Odde

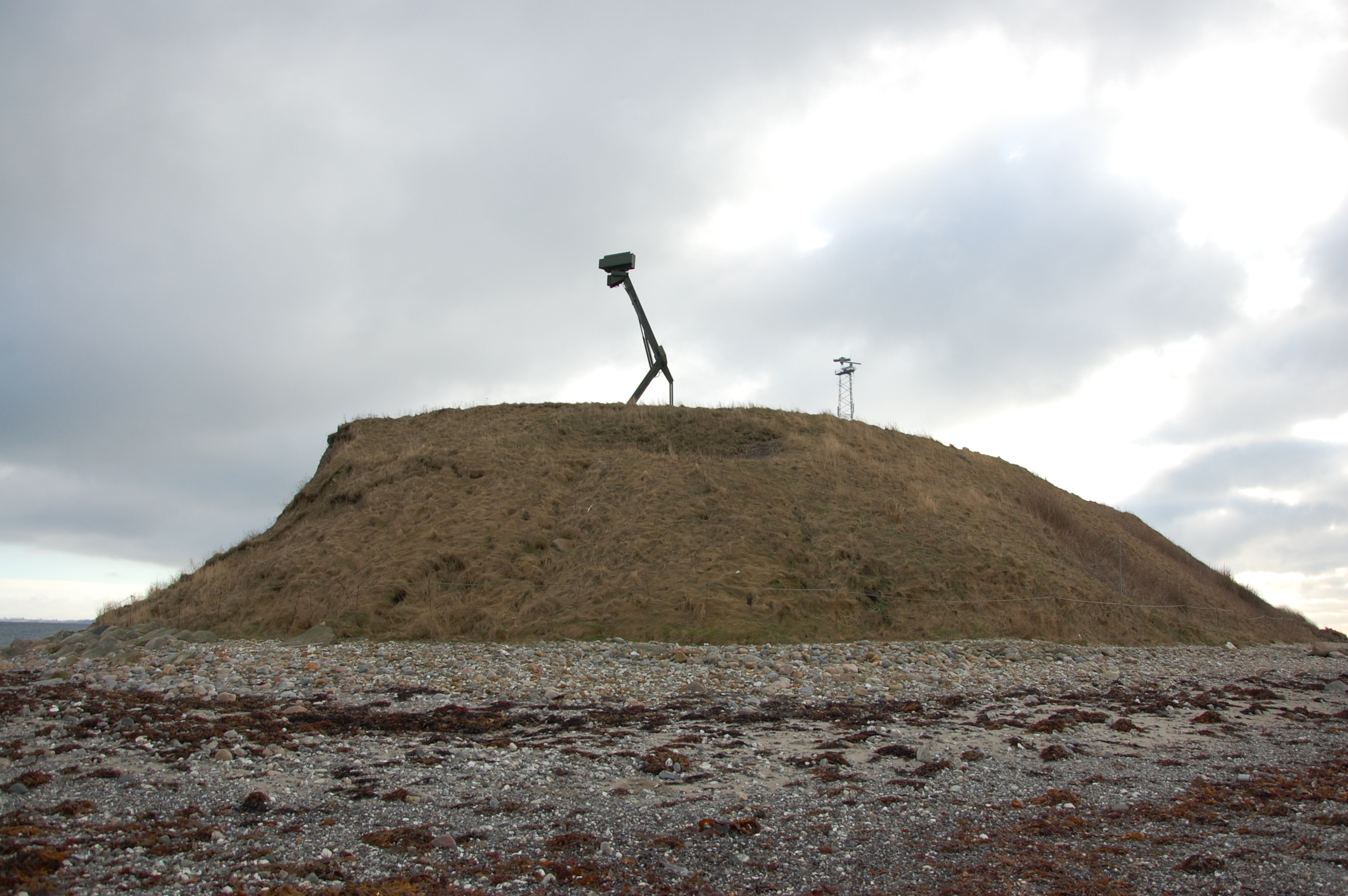
Blick vom Strand auf den Höhenzug mit Anlage der dänischen Marine

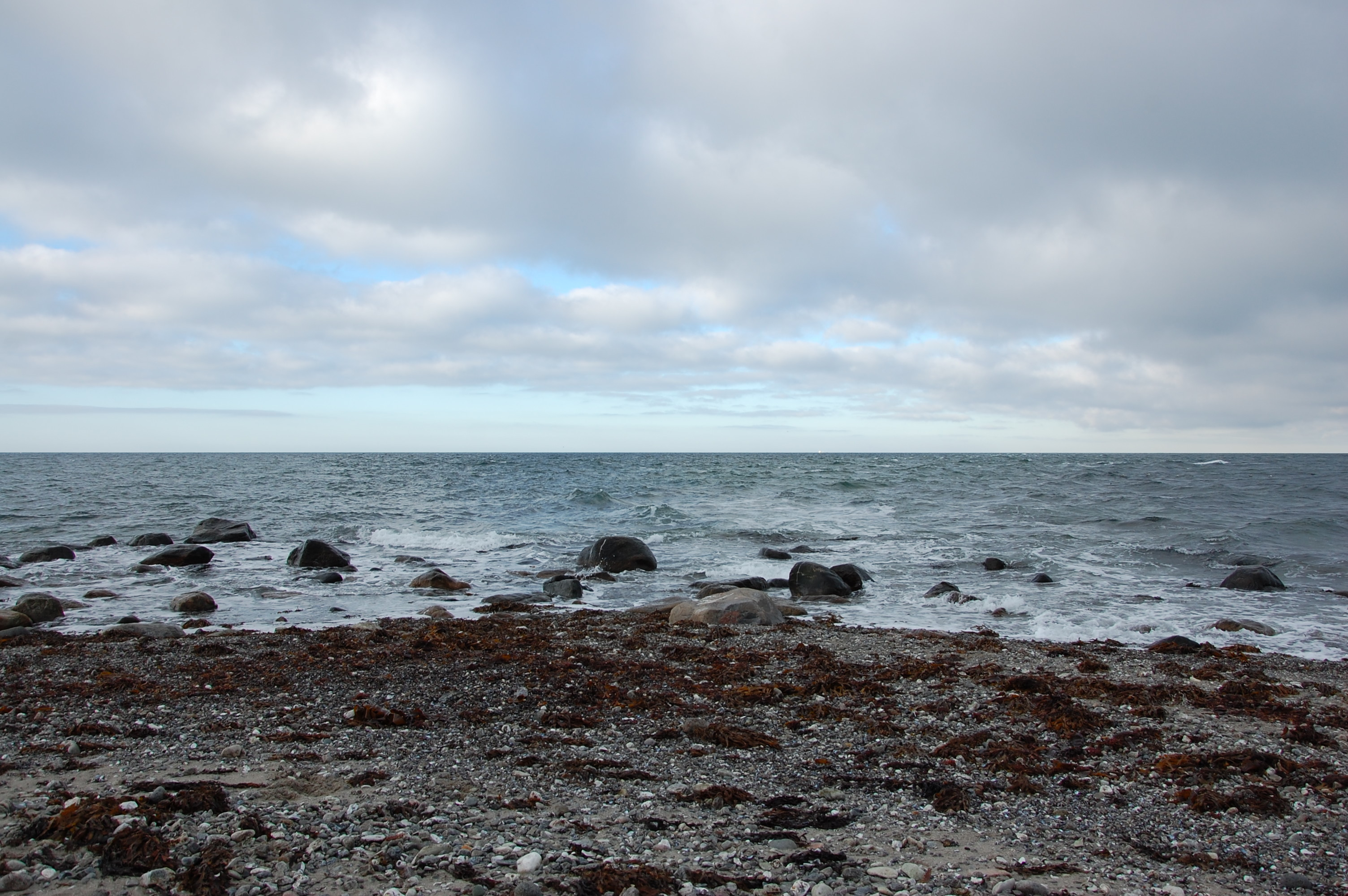
Blick vom Gniben auf das Kattegat

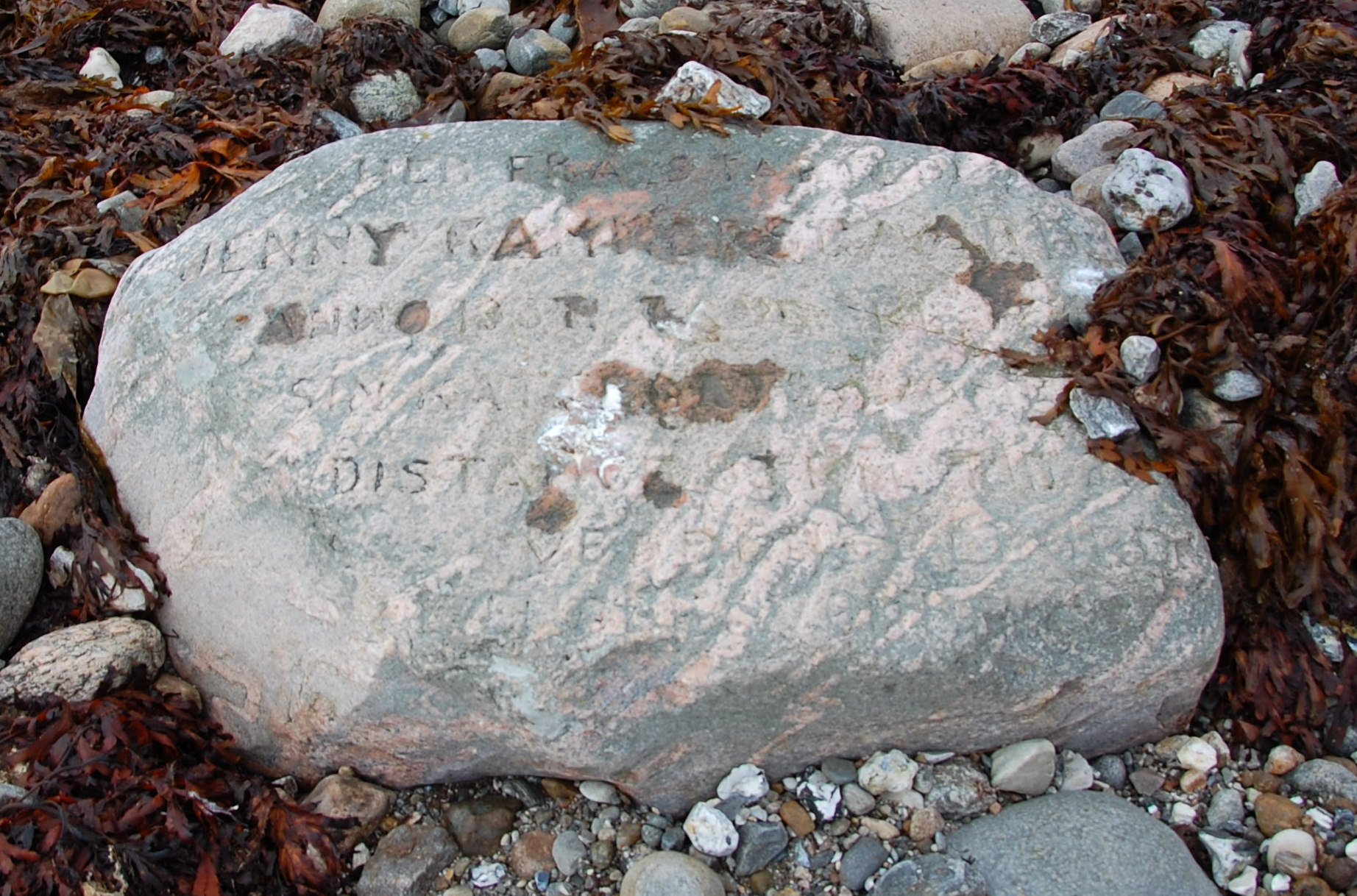
Schwimmerstein von 1937

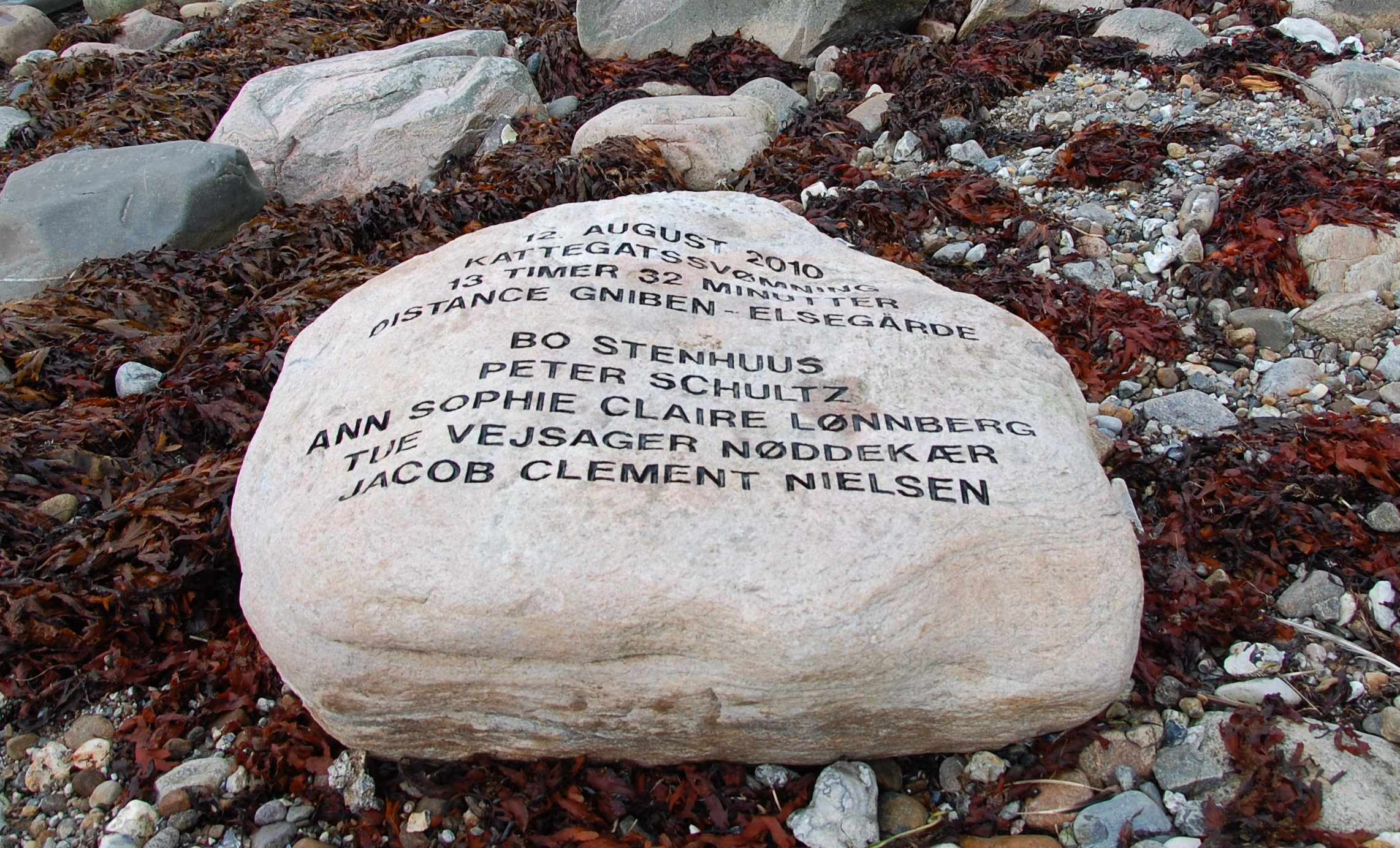
Stein von 2010

Gniben ist der äußerste Punkt der dänischen Halbinsel Sjællands Odde, die von der zur Insel Seeland gehörenden Halbinsel Odsherred aus 15 Kilometer in das Kattegat ragt. Der Gniben ist zugleich der nordwestlichste Punkt der Gemeinde Odsherred.

## Lage
Der Name Gniben bedeutet übertragen steiler Berg. Tatsächlich wird der Gniben von einem kleinen Höhenzug gebildet, der steil zum Wasser hin abfällt. Auf der Anhöhe befindet sich eine Artillerieschule der dänischen Marine. Trotzdem ist der Gniben von einem unweit des äußersten Punkts bestehenden Parkplatz zu Fuß auch für die Öffentlichkeit begehbar. Bei Schießübungen wird der Zugang jedoch gesperrt. Unterhalb des Meeresspiegels zieht sich der Höhenzug als Riff Sjællands Rev noch weiter in das Kattegat. Acht Kilometer nordwestlich des Gnibens wird das Riff von einem Leuchtturm markiert. Entlang des Riffs liegen diverse Wracks von am Riff gesunkenen Schiffen.
Im Umfeld der Küste der Halbinsel finden sich darüber hinaus auch Reste mehrerer Siedlungen aus der Steinzeit zwischen 9000 und 5000 vor Beginn unserer Zeitrechnung. Zu diesem Zeitpunkt lag der Meeresspiegel deutlich tiefer. Etwas östlich des Gnibens an der Nordküste der Halbinsel befinden sich Wälle und zeitweilig mit Wasser gefüllte Mulden, die durch die Entnahme von Sand, Steinen und Kies entstanden sind. Diese als Topperne bezeichnete Landschaft ist heute Lebensraum für Moorfrösche, Kammmolche, Teichmolche und Erdkröten. In der Flora sind Eingriffeliger Weißdorn, Schwarzdorn, Hundsrose und Besenginster zu erwähnen.

## Geschichte
Ursprünglich war der Gniben die äußerste von drei vorgelagerten Inseln. Durch die Anlagerung von Kies und Sand entstand zwischen den Inseln und auch Seeland eine Landverbindung.
In den 1930er Jahren sorgten am Gniben durchgeführte Schwimmveranstaltungen für Aufsehen. 1937 und 1938 schwammen von hier aus Menschen durch das Kattegat nach Jütland. So schwamm am 6. August 1938 Edmund Olsen in 18 Stunden und 25 Minuten vom Gniben nach Kobberød. Das mit den Schwimmveranstaltungen einhergehende Aufsehen führte dazu, dass das am dichtesten zum Gniben gelegene Gebäude 1938 zu einem Sommerhotel mit Restaurant umgebaut wurde. An die Kattegatschwimmer erinnern an der Uferlinie liegende Steine, die die Namen und nähere Daten zu den Schwimmern tragen.
Nach der Besetzung Dänemarks durch deutsche Truppen im Zuge des Zweiten Weltkriegs wurde der Gniben im Mai 1940 durch die Kriegsmarine beschlagnahmt. Es entstand eine Küstenbatterie. Für die Bewaffnung der Batterie kamen Kanonen des ehemaligen dänischen Küstenpanzerschiffs Herluf Trolle zum Einsatz. Nach Ende des Krieges und Abzug der deutschen Einheiten wurde die Anlage verstaatlicht und wurde seitdem durch die dänische Marine als Artillerieschule genutzt. Mittlerweile befindet sich auf dem Gniben die zentrale Ausbildungseinheit für maritime Waffensysteme, das Center for Våben.
Am 12. August 2010 fand ein weiteres Kattegatschwimmen statt. In 13 Stunden und 32 Minuten überwanden die fünf Schwimmer Bo Stenhuus, Peter Schultz, Ann Sophie Claire Lønnberg, Tue Vejsager Nøddekær und Jacob Clement Nielsen die Strecke vom Gniben nach Elsegårde. Auch an diese Schwimmer erinnert ein Stein am Strand.